# Cacia fruhstorferi
Cacia fruhstorferi är en skalbaggsart som beskrevs av Stefan von Breuning 1969. Cacia fruhstorferi ingår i släktet Cacia och familjen långhorningar. Inga underarter finns listade.